# Boophone
Boophone (лат.) — род растений семейства Амариллисовые (Amaryllidaceae), естественно произрастающий на территории Африки. На 2023 год, включает два вида.

## История

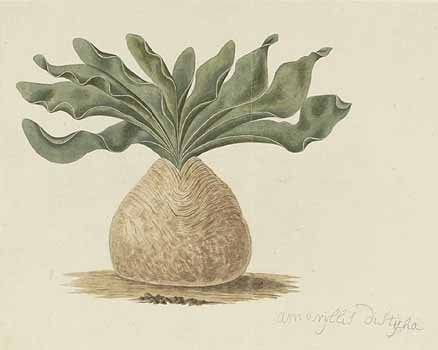
Ботаническая иллюстрация Boophone haemanthoides

Самая ранняя иллюстрация Boophone была создана голландцем Эмануэлем Свертсом (1552–1612), который включил изображение Boophone haemanthoides, в свою гравюру на пластине 67 в своей работе Florilegium amplissimum et selectissimum, опубликованной во Франкфурте в 1612 году.
Первое формальное описание было представлено южноафриканским ботаником Фрэнсис Маргарет Лейтон более 300 лет спустя. Описание было основано на материале, собранном к западу от Пикетберха ее коллегой-ботаником Луизой Болус, и опубликовано в 13 томе «Журнала южноафриканской ботаники» в 1947 году.
Род Boophone был установлен английским ботаником Уильямом Гербертом в 1821 году. Название происходит от греческих слов bous — «вол» и phone — «смерть», отражая ядовитые свойства растения, способного убить вола.

## Ботаническое описание
Представители рода — листопадные луковичные растения. Луковица имеет значительные размеры, достигая до 25 см в диаметре, и частично выступает над поверхностью земли. Она покрыта множеством старых туник, похожих на пергамент, которые при переворачивании образуют растяжимые нити. Листья, примерно 20 в числе, развиваются после цветения и представляют собой двудольные листья, раскинутые в один прямостоячий веер. Они узколанцетные, голые, часто сизоватые, с прозрачными и часто волнистыми краями.
Соцветие Boophone disticha
Соцветие состоит из 50–100 и более цветков и формирует компактную или шаровидную головку диаметром 8–25 см. Черешок соцветия сжатый и твёрдый, длиной 5–30 см; после отделения соплодия засыхает назад. Цветки воронковидные, от бледно-до тёмно-розовых, красных или кремовых. Цветоножки раскидистые. Листья околоцветника срастаются в короткую, узкую, воронкообразную трубку; сегменты раскидистые, часто загнутые к вершине, узколанцетные. Тычинки, отходящие от околоцветника, равные, раскидистые, длиннее листков околоцветника; пыльники тыльные; пыльца двубороздчатая. Завязь трёхгранная; семязачатки по 1–2 в локуле. Плоды нераскрывающиеся, треугольные, бумажные, суженные к основанию, заметно трёхребристые, стенки неравномерно раскрываются. Семена водянистые, почти шаровидные, диаметром 8–11 мм, с тонкой пробковой оболочкой.
Хромосомное число х = 11.

## Распространение

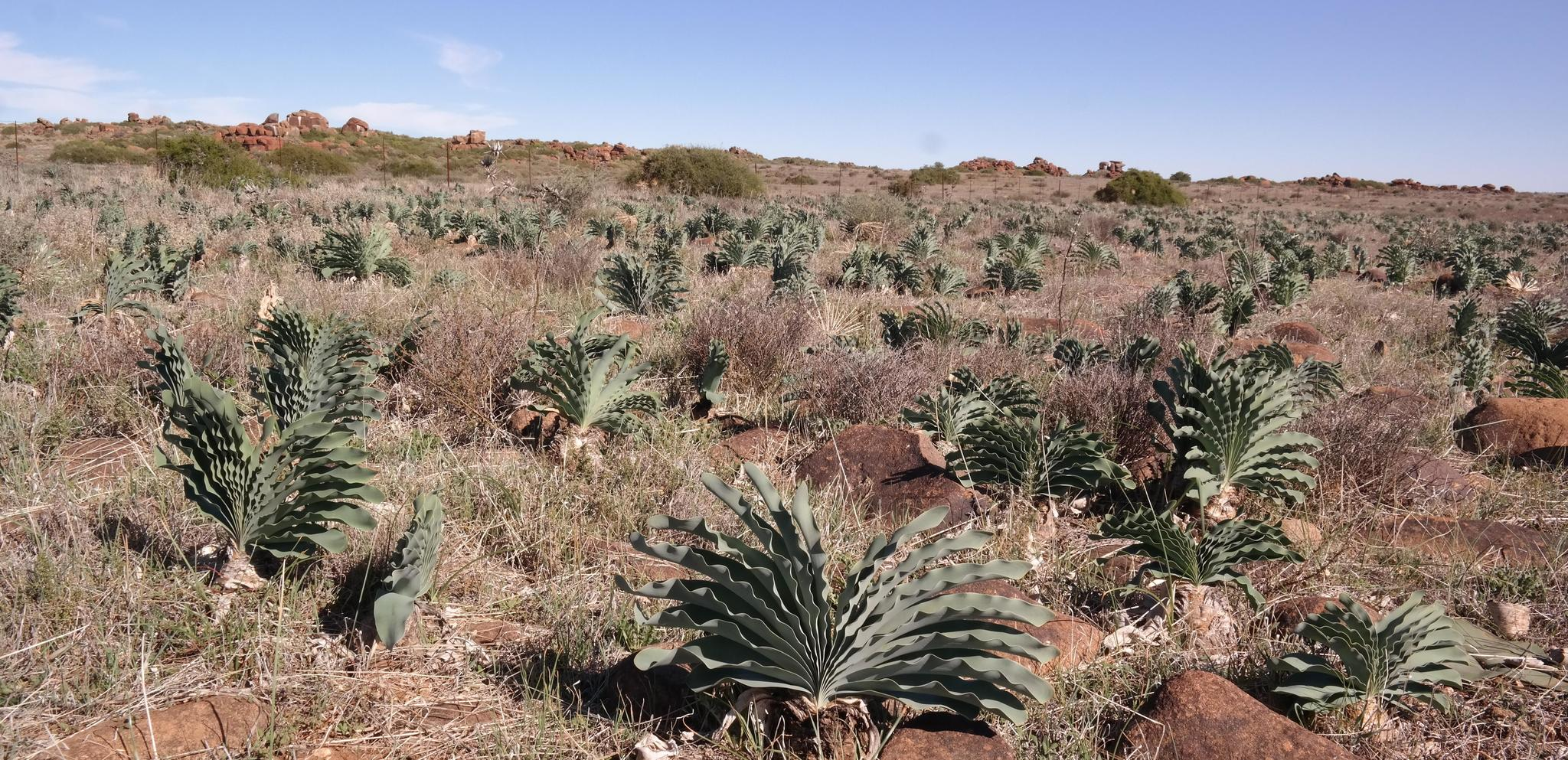
Boophane haemanthoides в своей естественной среде обитания, Южно-Африканская Республика

Род широко распространен в Африке к югу от Сахары, от южного мыса Южной Африки до Южного Судана. Наиболее распространенным и изменчивым из двух видов является Boophone disticha, встречающийся по всему югу Африки и распространяющийся до тропической Африки. Этот вид в основном растет летом, но в некоторых районах его ареала, таких как юго-запад и юг Кейптауна, а также юго-запад Намибии, встречаются зимнерастущие формы.
Распространен в Анголе, Ботсване, Бурунди, Кении, Лесото, Малавии, Мозамбике, Намибии, Руанде, Судане, Эсватини, Танзании, Уганде, Замбии, Заире, Зимбабве, Южно-Африканской Республики.

## Таксономия
Boophone Herb., первое упоминание в Appendix : 18 (1821).

### Синонимы
- Buphane Herb.

### Виды
Согласно данным сайта WFO Plantlist на июнь 2023 года, род состоит из 2 видов:
| Название                           | Изображение | Описание | Подвиды                                                                                     |
| ---------------------------------- | ----------- | --- | ------------------------------------------------------------------------------------------- |
| Boophone disticha Herb.            |             | Boophane disticha более выдающийся своими листьями, чем цветками, поскольку листья выстроены в аккуратный веер. Этот вид является самым известным и широко распространенным. Луковица почти шаровидная, с диаметром 15-20 см, покрыта множеством туник, внешняя часть которых коричневая и плотная на ощупь. Листья в числе от 8 до 16, мечевидные, двустворчатые, прямостоячие, кожистые, сизоватые, ребристые, постепенно сужающиеся к кончику, достигают до 50 см в длину и от 2,5 до 6 см в ширину. По краю опушенные, безресничатые, часто сильно волнистые. Цветки весьма многочисленные, окрашены от розового до ярко-красного, собраны в плотный зонтик. Цветонос толстый, отростчатый, сизоватый, длиной 15-30 см. Плод представляет собой раковинную коробочку длиной 2 см и диаметром 1-1,5 см. |                                                                                             |
| Boophone haemanthoides F.M.Leight. |             | Boophane haemanthoides — крупнотелая листопадная зимостойкая луковица, достигающая высоты до 50 cм. Наиболее заметным элементом являются его массивные чешуйчатые луковицы, две трети которых выходят над поверхностью земли. Изогнутые листья расположены в аккуратном веере и отмирают перед появлением цветков. Цветки разнообразны по цвету, варьируя от желтого до розового, с узкими листочками околоцветника. Некоторые из крупных луковиц могут достигать возраста более ста лет. Луковица представляет собой массивное, голое, надземное яйцевидное или шаровидное образование, диаметр которого может достигать 18 см. Луковица защищена толстой внешней оболочкой, имеющей серый или коричневый оттенок, похожий на бумагу и твердый на ощупь. Основания листьев формируют слегка пробковый внешний слой, вероятно, обеспечивающий защиту от засухи. Корни представлены теретными, мясистыми структурами. Листья в количестве до 20 штук, расположены в два противоположных ряда, образуя веер. Они имеют продолговатую форму, кожистую текстуру, сизоватый оттенок (серо-зеленый) и варьирующийся от прямого до волнистого края. Листья начинают коричневеть и увядать весной. Цветонос твердый, толстый, окрашенный в темно-бордовый, розовато-коричневый или желтый цвет, высотой до 25 см и шириной 3 см. Он сильно сжат и появляется из центра луковицы с начала до середины лета, после отмирания листьев. Цветки многочисленные, собраны в плотный кистевидный зонтик, окруженный двумя полустоячими овальными прицветниками розового или красного цвета. Цветоножки имеют длину 5-10 см. Цветки душистые, актиноморфные, кремово-желтые, становясь красноватыми с течением времени. Спелый плод представляет собой прочную трехгранную бумажную коробочку, содержащую от одного до нескольких круглых мясистых семян, покрытых тонким пробковым слоем. Boophane haemanthoides отличается наличием соплодий, которые дистально отделяются и быстро теряют свою целостность. | Boophone haemanthoides subsp. ernesti-ruschii (Dinter & G.M.Schulze) G.D.Duncan & C.C.Tsang |

Еще один таксон находится в статусе рассмотрения:
- Boophone toxicaria var. obtusifolia Herb.